# Thalassoma
Thalassoma is een geslacht van vissen in de familie van de lipvissen (Labridae).

## Lijst van soorten
Volgens FishBase bestaat dit geslacht uit de soorten:
- Geslacht Thalassoma Swainson, 1839
  - Thalassoma amblycephalum Bleeker, 1856
  - Thalassoma ascensionis Quoy & Gaimard, 1834
  - Thalassoma ballieui Vaillant & Sauvage, 1875
  - Thalassoma bifasciatum Bloch, 1791
  - Thalassoma cupido Temminck & Schlegel, 1845
  - Thalassoma duperrey Quoy & Gaimard, 1824
  - Thalassoma genivittatum Valenciennes, 1839
  - Thalassoma grammaticum Gilbert, 1890
  - Thalassoma hardwicke Bennett, 1830
  - Thalassoma hebraicum Lacepède, 1801
  - Thalassoma heiseri Randall & Edwards, 1984
  - Thalassoma jansenii Bleeker, 1856
  - Thalassoma loxum Randall & Mee, 1994
  - Thalassoma lucasanum Gill, 1862
  - Thalassoma lunare Linnaeus, 1758
  - Thalassoma lutescens Lay & Bennett, 1839
  - Thalassoma newtoni Osório, 1891
  - Thalassoma nigrofasciatum Randall, 2003
  - Thalassoma noronhanum Boulenger, 1890
  - Thalassoma pavo, Pauwlipvis Linnaeus, 1758
  - Thalassoma purpureum Forsskål, 1775
  - Thalassoma quinquevittatum Lay & Bennett, 1839
  - Thalassoma robertsoni Allen, 1995
  - Thalassoma rueppellii Klunzinger, 1871
  - Thalassoma sanctaehelenae Valenciennes, 1839
  - Thalassoma septemfasciata Scott, 1959
  - Thalassoma trilobatum Lacepède, 1801
  - Thalassoma virens Gilbert, 1890

## Referentie
- FishBase: Ed. Rainer Froese and Daniel Pauly. Versie december 2007. N.p.: FishBase, 2007.